# Meconopsis lancifolia
Meconopsis lancifolia là một loài thực vật có hoa trong họ Anh túc. Loài này được (Franch.) Franch. ex Prain mô tả khoa học đầu tiên năm 1896.